# Compoziție (arte vizuale)
O compoziție vizuală este, în artele vizuale, rezultatul amenajării elementelor vizuale de bază ale operei de artă pentru a exprima idei și sentimente. O persoană gravitează întotdeauna spre echilibrul formelor, care creează un confort psihologic mai deplin.
Compoziția este cel mai interesant, plin de satisfacții stadiu al efortului unui artist, dar și cel mai dificil. Regulile compoziției sunt aceleași pentru pictură, fotografie și film, evident cineastul „compune” imaginea de film dincolo de schemele lineare, geometrice sau cromatice ale compoziției picturale. Pentru cel care învăță să reprezinte chiar și un singur cap, să se gândească la modul în care încadrează subiectul înainte de a începe să facă ceva îl asigură că va realiza mai mult decât o simplă reprezentare a subiectului respectiv. 
Compoziția trebuie să respecte principiile compoziționale care vor sta la baza alcătuirii imaginii: paginația, modularea, unitatea, echilibrul, contrastul, ritmul, centrul de interes, secțiunea de aur, structura, lipsa sau existența ordinii și simetriei. 
Aceste principii pot fi mijloace pentru o compoziție bună, dar nu pot fi aplicate separat, ci ar trebui să acționeze împreună pentru a forma o compoziție bună. 
În cazul unei picturi de șevalet suprafața din interiorul unei rame (spațiu plastic), se prezintă ca o totalitate unitară, în care, dacă ne-am imagina că am interveni cu o singură trăsătură de panel, am tulbura „ordinea” interioară, echilibrul. 
Dintre cei mai importanți parametri ai compoziției unei imagini fac parte echilibrul (cele mai importante instrumente prin care poate fi obținut sunt simetria și armonia), dinamismul, prin care elementele tabloului pot avea mobilitate (ritm, mișcare, contrast și tensiune) și expresia.  Contrastul creează  dinamism, dă emoție și viață imaginii, astfel încât aceasta să devină mai puțin monotonă. Expresivitatea este proprietatea compoziției care o face capabilă să atragă interesul, să comunice emoții puternice, să pătrundă în sufletul privitorului.
Se realizează prin contrast, originalitatea, unitate compozițională, încărcătura de semnificații, înalta ținută estică, armonia interioară, spontaneitate, proporționare optimă, raport echilibrat între subiect și temă (conținut și formă), raportul echilibrat între subiect și temă. Prin dimensiunea, proporția și poziția lor în imagine elementele dobândesc relevanță și importanță, deci expresivitate.

## Reguli ale compoziției
Schema compozițională, amplasarea elementelor compoziției ca registre orizontale, verticale, diagonală, triunghi, cerc, spirală. Aranjarea obiectelor depinde în întregime de efectul dorit. Dacă este pe orizontală, aceasta semnifică liniște, stabilitate maximă (Jacques-Louis David, Oath of the Horatii). Dacă este pe verticală semnifică măreție sau monumentalitate (Bartolome Murillo, The Immaculate Conception of Los Venerables). Dacă este pe diagonală semnifică dinamism (Sebastiano Ricci, Christ at the Sea of Galilee, în aceasta dacă tragem o linie diagonală dintr-un capăt al picturii până la altul, observăm că cele mai importante personaje din lucrare, se află în această linie diagonală, schema compozițională este pe diagonală, pentru că există în ea foarte multă mișcare).
Cercul este perfecțiunea, centrarea atenției este dirijată spre interiorul imaginii, se potrivește unor compoziții cu subiecte din domeniul mesajelor simbolice (Rodul, Pace). Spirala exprimă dinamismul maxim, și este proprie unor subiecte dinamice (Încleștare, Luptă, Emoție).
Folosirea schemei compoziționale ușurează munca de creație, dar poate duce la șablonism dacă nu este expresia structurală ideii; este greșită compunerea unui subiect dinamic pe o schemă compozițională specific statică, și invers.

## Elemente de limbaj plastic

### Linia
Liniile permit artistului să direcționeze privirea privitorului. Liniile pot deriva din granițele de diferite culori sau contrast sau secvențe de elemente discrete. Mișcarea este, de asemenea, o sursă de linii, unde mișcarea neclară este redată ca o linie. 
Liniile oblice transmit un sentiment de mișcare, provoacă o senzație de tensiune.
Multe linii aranjate diferit într-o imagine pot duce la confuzie și la percepția liniilor ca un model, acestea, fără un subiect clar sugerează haos în imagine și pot intra în conflict cu starea de spirit pe care artistul încearcă să o evoce. 
Liniile orizontale, întâlnite frecvent în fotografia de peisaj, pot da impresia de calm, liniște și spațiu. O imagine plină cu linii verticale puternice tinde să aibă aspectul de înălțime și grandoare. Liniile convergente strânse în unghi oferă imaginii un efect dinamic, plin de viață și activ. Liniile rotite ferm, aproape diagonale produc tensiune în imagine. 
În comparație cu liniile drepte, curbele oferă o influență dinamică mai mare într-o imagine. De asemenea, sunt în general mai plăcute din punct de vedere estetic, deoarece privitorul le asociază cu moliciunea. În fotografie, liniile curbe pot da umbre gradate atunci când sunt asociate cu o lumină direcțională moale, ceea ce are ca rezultat, de obicei, o structură de linii foarte armonioasă în cadrul imaginii. Există două tipuri principale de curbe, o curbă simplă „C”, precum și o curbă „S” mai sinuoasă . 
Încălcarea regulilor poate crea tensiune sau neliniște, dar poate adăuga interes imaginii dacă este folosită cu atenție.

## Tehnici compoziționale
Există numeroase abordări sau „tehnici compoziționale” pentru a obține un sentiment de unitate în cadrul unei opere de artă, în funcție de obiectivele artistului. De exemplu, se spune că o operă de artă este plăcută din punct de vedere estetic dacă elementele din cadrul operei sunt aranjate într-un mod compozițional echilibrat. Cu toate acestea, există artiști precum Salvador Dalí care urmăresc să perturbe compoziția tradițională și să provoace privitorul să regândească echilibrul și elementele de design din operele de artă.
Multe compoziții sunt realizate pe baza aplicării principiilor geometrice, imaginea este împărțită în arii geometrice și toate părțile se conformează unui tipar. Aceasta poate părea că reduce impactul creativ, dar, de fapt, îl sporește. Disciplina geometriei este folosită de artiști pentru a crea armonie și echilibru. 

## Compoziția convențională poate fi obținută cu o serie de tehnici:

### Regula treimii
Afirmă că aranjarea caracteristicilor importante ale unei imagini pe sau în apropierea liniilor treimii este plăcută vizual. Obiectivul este de a opri subiectele și zonele de interes (cum ar fi orizontul) de la bisectarea imaginii, prin plasarea lor în apropierea uneia dintre liniile care ar împărți imaginea în trei coloane și rânduri egale, ideal în apropierea intersecției acestor linii. 
Se crede că regula treimilor este o simplificare a raportului de aur. Există puține dovezi că proporția de aur a fost folosită de artiști de-a lungul istoriei ca ghid de compoziție.

### Regula spațiului
Iluzia mișcării se creează lăsând un spațiu alb în direcția în care privesc ochii unei persoane portretizate sau, atunci când vă imaginați un alergător, adăugând spațiu alb în fața lui, mai degrabă decât în spatele lui.  

### Simplificare
Imaginile cu dezordine pot distrage atenția de la elementele principale din imagine și pot face dificilă identificarea subiectului. Prin scăderea conținutului străin, este mai probabil ca privitorul să se concentreze asupra obiectelor primare. Dezordinea poate fi redusă și prin utilizarea luminii, deoarece zonele mai luminoase ale imaginii tind să atragă privirea, la fel ca liniile, pătratele și culoarea. În pictură, artistul poate folosi o pensulă mai puțin detaliată și definită spre marginile imaginii.  

### Crearea mișcării
În general, se crede că este mai plăcut pentru privitor dacă imaginea încurajează ochiul să se miște în jurul imaginii, mai degrabă decât să se fixeze imediat pe un singur loc sau niciun loc în special. Artiștii se vor strădui adesea să evite crearea de compoziții care se simt „static” sau „plate” prin încorporarea mișcării în imagine.  

### Triunghiuri
Triunghiurile sunt o formă implicită plăcută din punct de vedere estetic în cadrul unei imagini. Într-o față canonic atractivă, gura și ochii se încadrează în colțurile zonei unui triunghi echilateral. Paul Cézanne a folosit cu succes triunghiuri în compozițiile sale de naturi moarte . Un format triunghiular creează un sentiment de stabilitate și forță.

### Număr impar de subiecte
Un număr impar de subiecte dintr-o imagine este mai interesant decât un număr par. Să luăm în considerare o imagine cu două obiecte.  Cu două obiecte, pare să existe un fel de competiție vizuală între cele două.  Este dificil să decizi care subiect este punctul focal. Mintea umană găsește echilibrul în numerele impare, un număr par de subiecți produce simetrii în imagine, care pot părea mai puțin naturale pentru o compoziție naturalistă, informală.
O imagine a unei persoane înconjurată/încadrată de alte două persoane, de exemplu, în care persoana din centru este obiectul de interes pentru acea imagine/opera de artă, este mai probabil să fie percepută ca prietenoasă și reconfortantă de către privitor decât o imagine a unei singure persoane fără împrejurimi semnificative.

### Alte tehnici
Elementele plastice pot fi plasate după principiul simetriei sau asimetriei. Simetria generează compoziții cu organizare statică, care transmit o stare de calm, de armonie și dau impresia de echilibru, solemnitate sau seninătate. Asimetria (disimetria) reprezintă o deviere de la simetrie și se obține prin deplasarea centrului de interes. Aceasta anulează simetria și conferă imaginii un aspect asimetric. Imaginile asimetrice poartă un caracter dinamic. Subiectul proeminent ar trebui să fie decentrat, cu excepția cazului în care se dorește o compoziție simetrică sau formală și poate fi echilibrat de elemente satelit mai mici. O compoziție simetrică dă adesea o impresie statică. Acest lucru pare, de asemenea, mai natural, deoarece în natură obiectele sunt rareori de aceeași dimensiune și distanțate uniform.   
Linia orizontului nu trebuie să împartă opera de artă în două părți egale, ci să fie poziționată pentru a sublinia fie cerul, fie pământul; arătând mai mult cer dacă pictura este de nori, răsăritul/apusul soarelui și mai mult pământ dacă este un peisaj, cu excepția cazului în care doriți să exprimați simetria. 
Utilizarea zonelor detaliate și a zonelor de „odihnă” poate ajuta ochiul să se uite. Crearea unui contrast între detalii și lipsa de detalii este importantă.    
De asemenea, într-o lucrare de artă, se sugerează ca niciun spațiu dintre obiecte să nu fie același pentru a crea o imagine mai interesantă. 